# Brian Cottle
Brian Cottle ist ein Rechtsanwalt und Richter aus St. Vincent und den Grenadinen. Er hat in einigen Ländern des Commonwealth in der Karibik gewirkt.

## Leben
Cottle erwarb seinen Bachelor of laws an der University of the West Indies. Von 1987 bis 1990 arbeitete er als Rechtsanwalt in Trinidad und Tobago. Zwischen 1990 und 2002 arbeitete er im Büro des Attorney-General in drei Ländern nacheinander: St. Vincent und die Grenadinen (1990–1999), Montserrat (2000–2002) und Antigua und Barbuda (2002).
2002 wurde er von der Judicial and Legal Services Commission der Karibische Gemeinschaft berufen als Master im Eastern Caribbean Supreme Court zu dienen; er wurde 2007 zum High Court Judge befördert. Als Mitglied des Gerichtshofs hat er seit 2002 in Fällen in Grenada, St. Lucia und Dominica geurteilt. Sein jüngster Transfer an den Dominica High Court erfolgte 2009.